# Rohfell

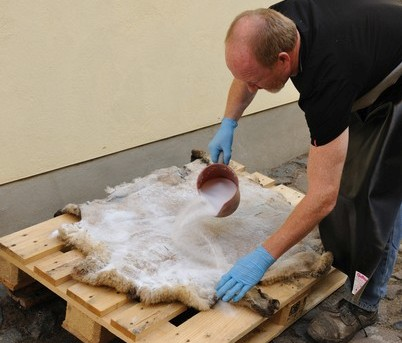
Salzen eines Schaf-Rohfelles beim Rauchwarenzurichter (Rötha, 2009)

Als Rohfell wird die einem Pelztier abgezogene, noch unzugerichtete oder ungegerbte Haut bezeichnet. Die für die Pelzverarbeitung geeigneten Felle werden auch differenzierter als Pelzrohfelle bezeichnet. Die grob entfleischte Haut befindet sich entweder noch im nassen Zustand oder ist getrocknet und vielleicht vorgespannt. Größere Posten Rohfelle werden im Rauchwarenhandel Rohware genannt.
Soweit die jeweilige Gesetzgebung es zulässt, werden die anfallenden Felle entsprechend ihrer Eignung wirtschaftlich genutzt. Je nach Beschaffenheit der Behaarung, des Leders (Stärke und Zustand der Haut), der Größe der Fellfläche, teils auch nach dem Grad der Färbung werden sie verschiedenen Industrien als Rohprodukt zugeführt. Dies ist neben anderen Zwecken die Rauchwarenwirtschaft, die Haarschneide-Industrie, die Gerberei-Industrie und die Leimfabrikation. Bei entsprechender Eignung lässt sich der höchste Nutzen in der Regel bei der Zuführung für Pelzzwecke erzielen. Die bei der Haarverwertung abfallenden Häute lassen sich zusammen mit den nicht für Pelz geeigneten Fellen zu Leder gerben.

## Rohfellkonservierung

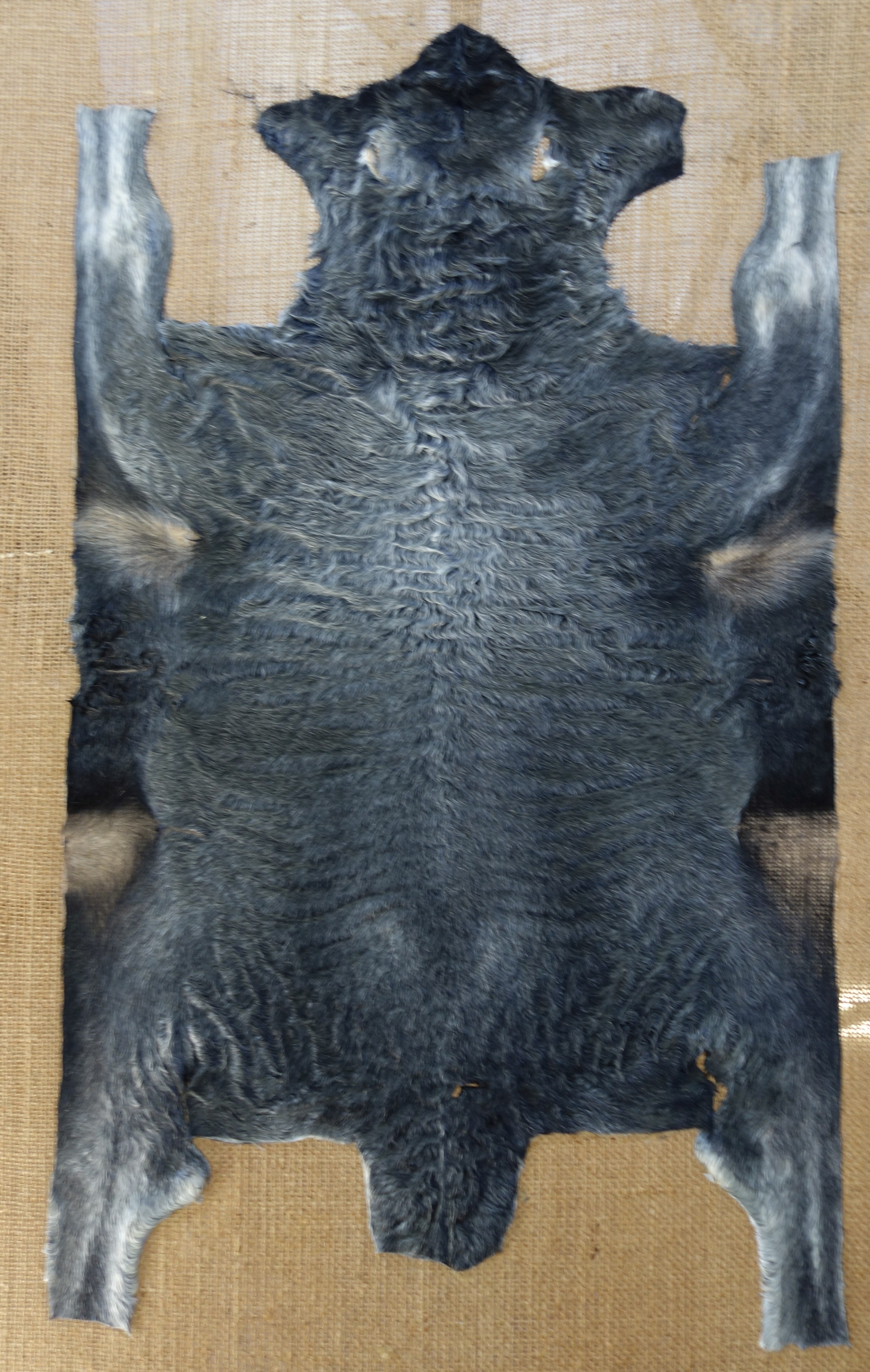
Trocken konserviertes Swakarafell in Namibia

Je nach Fellart und Brauch kommen die Felle aufgeschnitten (offen) oder geschlossen (rund abgezogen), Haar innen oder außen, in den Handel. Nur voll ausgereifte, unbeschädigte und gut getrocknete Rohfelle erzielen höchste Tagespreise. Diese Felle in ihrer besten Qualität sind auch von der Lederseite aus zu erkennen. Sie haben ein helles Leder („weißledrig“), im Gegensatz zu nicht ausgereiften, grünlichledrigen Fellen („grünledrig“).
Die Gewinnung der Rohfelle geschieht in den Stufen: Töten des Tieres, Abziehen, Reinigen, Spannen und Trocknen des Felles und einer Nachbehandlung.
Die Rohfelle sind nach dem Abbalgen mit Aas- und Fettresten behaftet. In diesem feuchten Zustand beginnen sie sehr schnell zu faulen und werden von Insekten befallen. Alle Konservierungsverfahren beruhen darauf, den Wassergehalt der Haut auf ein solches Minimum zu senken, dass die Lebensbedingungen für Bakterien und andere Mikroorganismen, die den Zersetzungsprozess hervorrufen, unterschritten werden. Um das Faulen zu verhindern, müssen die Felle sofort getrocknet, durch Einsalzen, Trockensalzen oder Pickeln haltbar gemacht werden. Unter Trockensalzen wird eine Behandlung des Rohfells in gesättigter Kochsalzlösung mit anschließender Trocknung oder Salzen mit zusätzlicher nachfolgender Trocknung verstanden. Eine Säure-Salz-Lösung, als Pickel bezeichnet, wirkt ebenfalls entwässernd und konservierend. Eventuell vor dem Trocknen eingesalzen werden unter anderem Seehundfelle und die auch gelegentlich als Salzfelle bezeichneten Bagdadlammfelle. Sachgemäß getrocknete Rohfelle können bei weiterer richtiger Behandlung jahrelang in rohem Zustand gelagert werden.

### Rohfellschäden
Wertminderungen an Rohfellen entstehen vor allem durch falsche Behandlung, abgesehen von bereits beim lebenden Tier entstandenen Fehlern, wie Kahlstellen, Nachwuchsstellen, Bisswunden oder sonstigen Hautverletzungen. Beim Abziehen und beim Entfleischen dürfen die Felle nicht eingerissen oder durch das Messer beschädigt werden. Fleisch und Fettteile sind Fäulnisherde und müssen möglichst entfernt werden. Insbesondere Felle aus warmen Ländern weisen häufiger glasige, harte, als „rohverbrannt“ bezeichnete Stellen auf, die bei der Zurichtung nicht mehr weich und zügig gemacht werden können. Der Fehler entsteht meist, wenn Felle in zu heißer Sonne oder am Ofen getrocknet werden. Betroffen ist das Kollagen, dem Gerüsteiweiß des Bindegewebes, aus dem die Haut fast ausschließlich besteht; das sich in heißem Wasser zu Glutinleim auflöst. Bei nicht sachgemäßer Konservierung gefährden bei längerer, ungekühlter Lagerung Pelzschädlinge das Fell (Motten, Speckkäfer und andere).

## Rohfellhandel

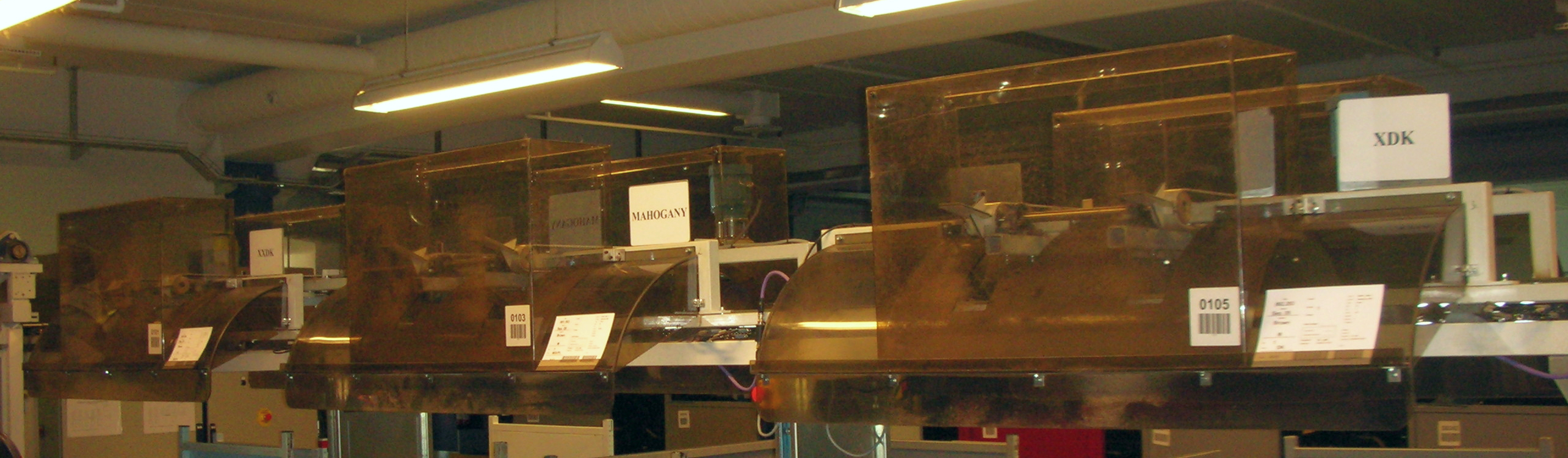
Eine der ersten Sortiermaschinen für Nerz-Rohfelle (2009)

Die Staaten, die aufgrund ihres natürlichen Vorkommens im besonderen Maß zum Fellaufkommen beitragen, bezeichnet der Handel als Rohfelllieferanten. Das sind neben anderen vor allem Kanada, insbesondere mit Alaska die Vereinigten Staaten, Russland, China und Australien. Die Exporte der Felle können als Rohfelle oder zugerichtet erfolgen. Verschiedene Länder schränken oder schränkten in der Vergangenheit den Export von Rohfellen ein, um die eigene Fellverarbeitungsindustrie zu schützen, beispielsweise Argentinien.
Als Rohfellsaison bezeichnet der Handel den Zeitraum, in der aus der Natur entnommene Felle in ihrer besten Qualität anfallen. In nördlichen Gegenden ist das die Zeit von Anfang November bis Ende Februar. Südlich des Äquators sind das die Monate, in denen in Mitteleuropa Sommer ist. Vorzeitig anfallende Felle gelten als Herbstanfall („Falls“), der Spät- oder Frühjahrsanfall („Springs“) ist ebenfalls wesentlich geringer in der Qualität. Die Rohfellsaison kann zudem durch gesetzliche Schonzeiten eingeschränkt sein.
Der Rohfellhandel der vor Ort gesammelten oder aus Zucht stammender Felle findet hauptsächlich über Auktionsgesellschaften statt. Die erste Fellauktion wurde 1671 von der Hudson’s Bay Company in London veranstaltet. Auf den Auktionen werden fast ausschließlich rohe, noch nicht zugerichtete Felle angeboten. Die Auktionsgesellschaften haben ihren Sitz in den Ursprungsländern der Felle, einige versteigern und handeln im Freihandverkauf auch ausländische Ware. Die Käufer hatten wegen Kosten- und Zeitaufwand immer schon ein Interesse daran, möglichst wenig Auktionsplätze aufsuchen zu müssen. Die Möglichkeit des Online-Bietens verringert künftig wahrscheinlich zunehmend das persönliche Einkaufen im Auktionssaal. Die mit Abstand größte Auktionsgesellschaft war bis 2024 Kopenhagen Fur, eine Gründung der dänischen Pelztierzüchter. Das Unternehmen handelt nicht nur weltweit den größten Anteil der anfallenden Nerzfelle, sondern unter anderem auch die „Swakara“ genannten Lammfelle aus Namibia. Hier werden die rohen Felle ein letztes Mal sortiert, um dem Käufer eine zusammenpassende Ware anzubieten und um einen der jeweiligen Qualität angepassten unterschiedlichen Preis zu ermöglichen. Sie werden nach Sorten getrennt und in für die erwarteten Käufer geeignete Losgrößen aufgeteilt.
Nach den Auktionen werden die erzielten Preise der verschiedenen Fellarten, Fellsorten, Fellgrößen und Qualitäten als Marktnotierungen veröffentlicht und mit den Ergebnissen der vorangegangenen Auktion derselben Gesellschaft verglichen. Verschiedene Länder erstellen Handelsstatistiken, in denen Angaben über den Wert und die Menge der jährlichen Ein- und Ausfuhr von Rohfellen aufgeführt sind. Die Rohfellposition gibt die jeweilige Stellung, beziehungsweise Notierung an, in der die Felle gegenüber anderen Zollgütern aufgeführt werden. Innerhalb des Zollverfahrens oder in der Ein- und Ausfuhrstatistik wird das Pelzwerk aufgeteilt in Rohfelle, zugerichtete Felle, gefärbte Felle, Pelzhalbfabrikate, Fertigfabrikate usw.
Bereits in den 1920er Jahren kaufte der endverarbeitende Kürschner nicht mehr „nur rohe Füchse, Marder, Iltisse, Wiesel, Eichhörnchen, Maulwürfe, Kanine und Katzen, er zieht es ab und zu vor, einen Versuch mit rohen Skunks, amerikanischen oder australischen Opossums und anderen zu machen. Silber-, Kreuz-, Polar-, Blau- und Alaskafüchse kommen ebenso oft im rohen Zustand zum Kürschner, wie obgenannte heimische Sorten.“
Hauptabnehmer der Rohfelle ist jedoch zuerst der Rauchwarengroßhandel, der die Felle entweder direkt vor Ort oder auf den Auktionen erwirbt. Auf den Auktionen kaufen außerdem große Konfektions- und Kürschnerbetriebe. Die Rohfelle gehen in deren Auftrag meist direkt zu den für die Ware am besten geeigneten Pelzveredlungsfirmen. Die Aufgabe des Zwischenhandels ist es außerdem, die Felle noch einmal zu sortieren, zu kürschnergerechten Mantel-, Jacken- und Besatzsortimenten, und sie am Lager bereitzuhalten. Er trägt damit unter anderem einen Teil des Risikos bei der Auswahl der marktgerechten Ware, von Konjunkturschwankungen und, vor allem bei Wildware, das Risiko von Ausfällen durch versteckte Mängel.

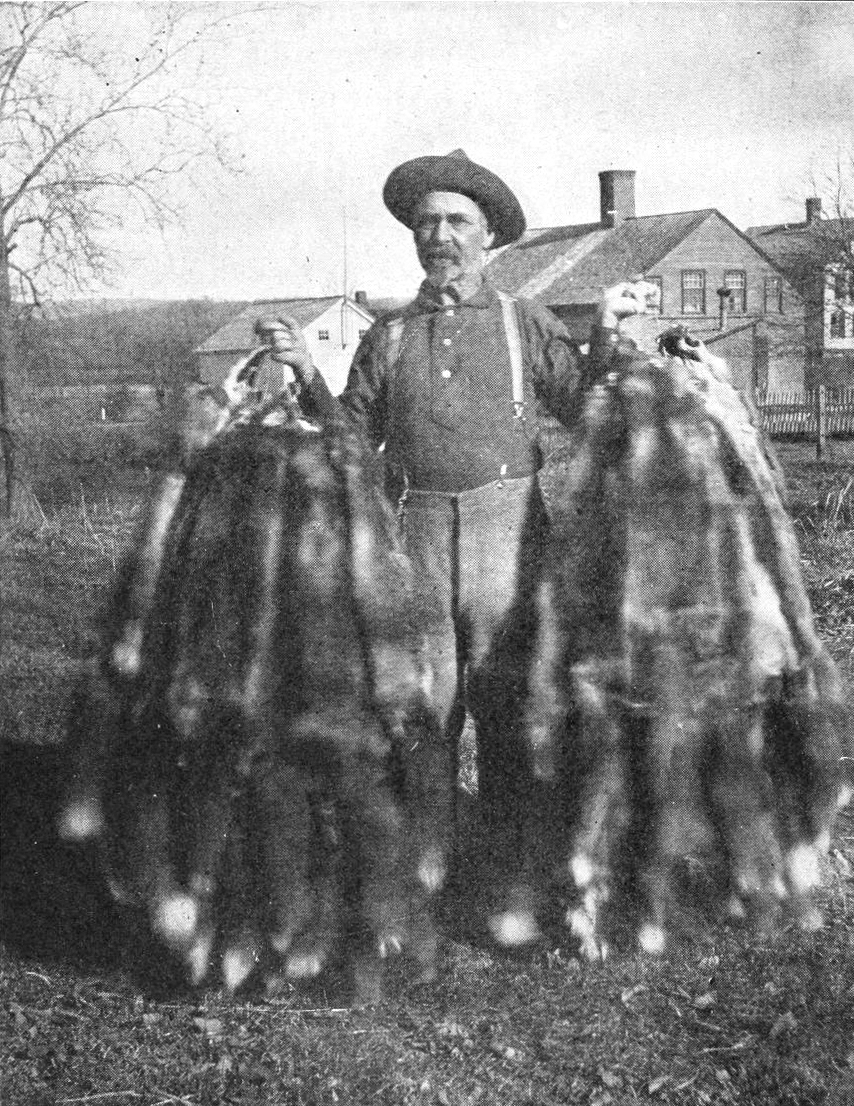
Trapper mit Fuchsfellen (USA, 1906)
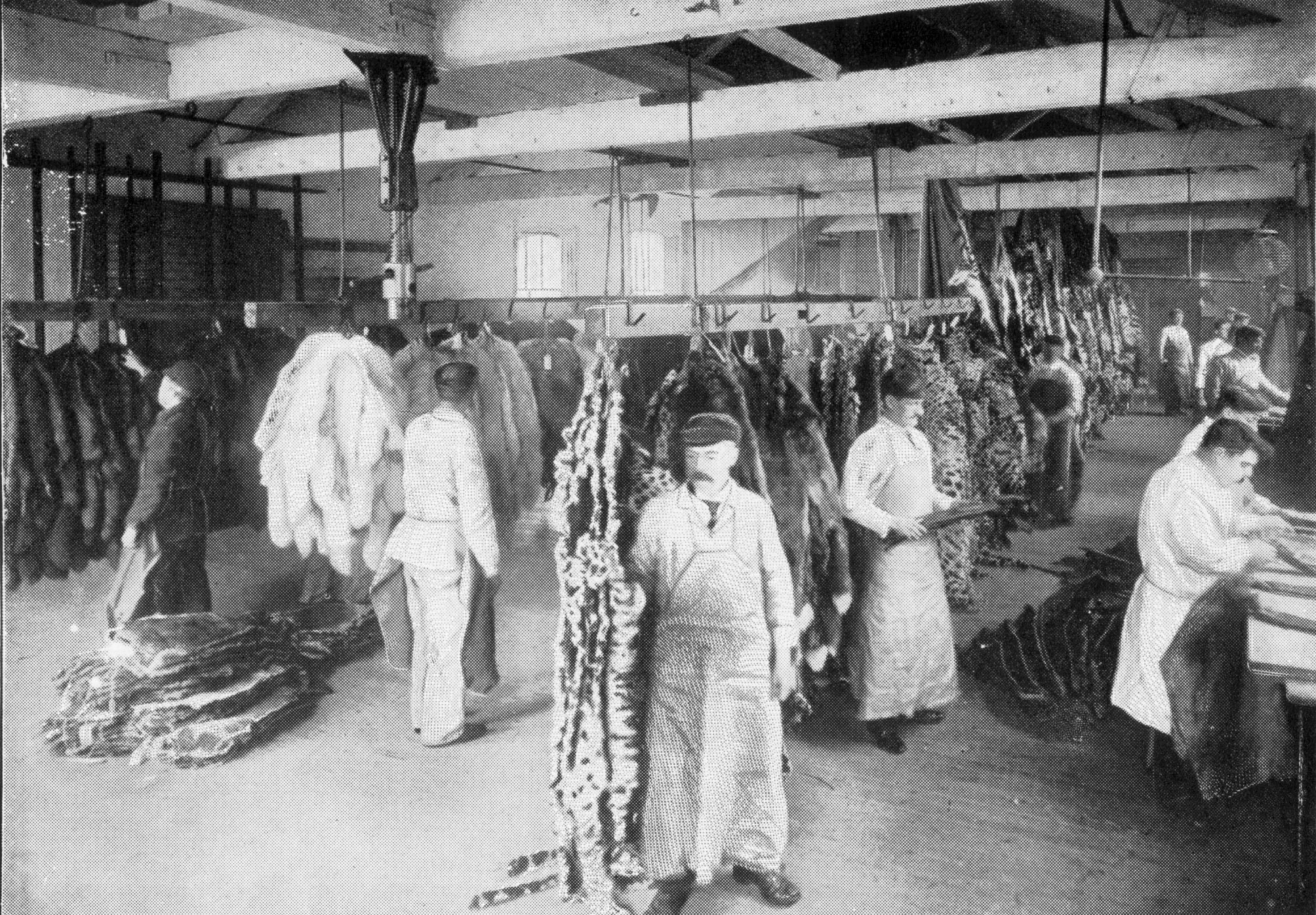
Vor einer Londoner Rohfellauktion (1913)
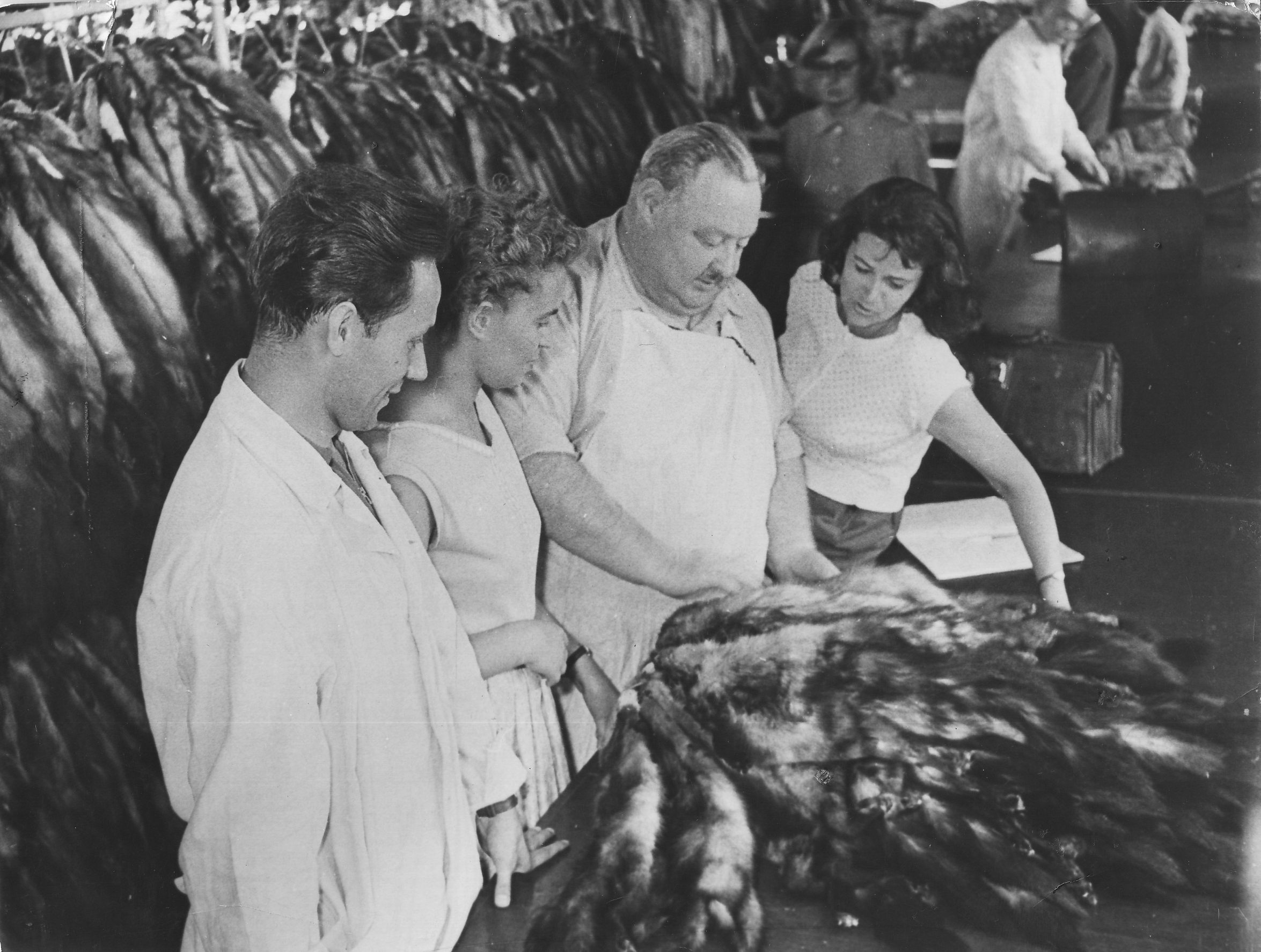
Rohfellbesichtigung bei der Sojuzpushnina, Leningrad (vor 1970)
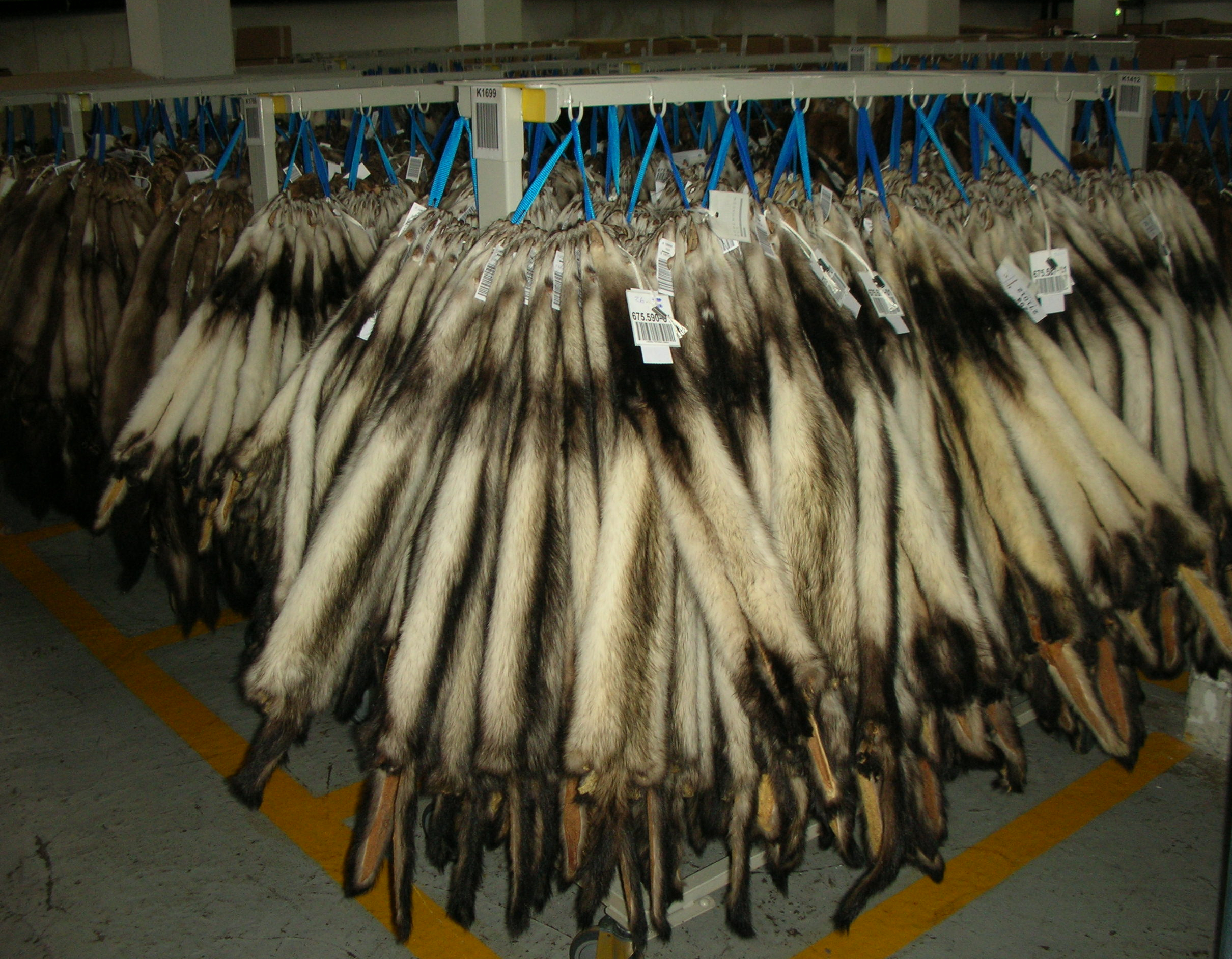
Zuchtiltis-Rohfelle im Auktionshaus (2009)
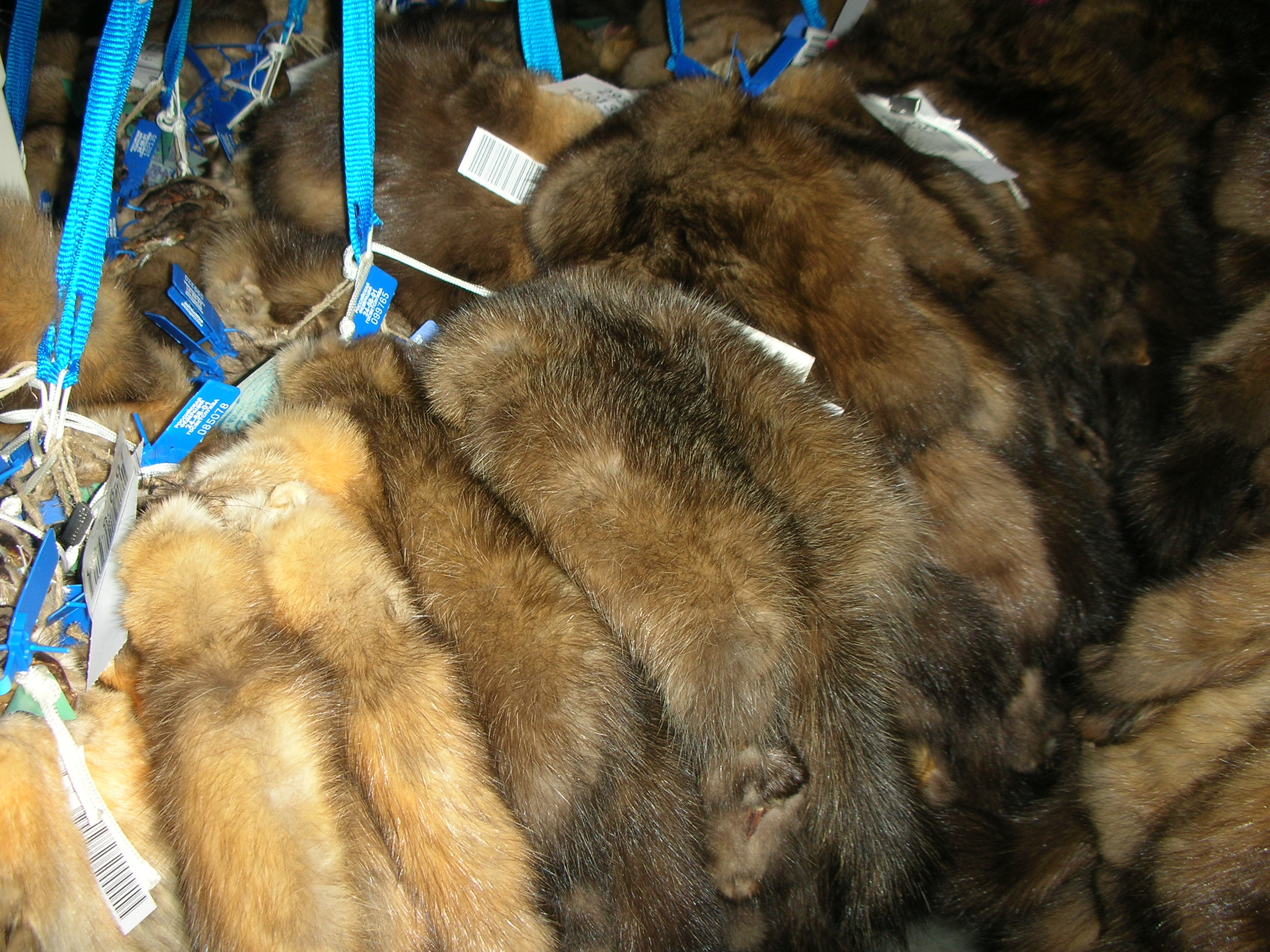
Zobel-Rohfelle in ihrer typischen, gestaucht abgezogenen Form

### Bundesrepublik Deutschland
| Im Jahr 1963 wurden aus der Bundesrepublik Rohfelle im Wert von 11,5 Millionen DM ausgeführt. Die Importe von Pelzrohfellen betrugen: | Im Jahr 1963 wurden aus der Bundesrepublik Rohfelle im Wert von 11,5 Millionen DM ausgeführt. Die Importe von Pelzrohfellen betrugen: | Im Jahr 1963 wurden aus der Bundesrepublik Rohfelle im Wert von 11,5 Millionen DM ausgeführt. Die Importe von Pelzrohfellen betrugen: | Im Jahr 1963 wurden aus der Bundesrepublik Rohfelle im Wert von 11,5 Millionen DM ausgeführt. Die Importe von Pelzrohfellen betrugen: |
| aus | in Mill. DM | aus | in Mill. DM |
| --- | --- | --- | --- |
| USA | 40,7 | Volksrepublik China | 26,7 |
| Dänemark | 22,5 | Schweden | 19,1 |
| Norwegen | 15,4 | Kanada | 12,7 |
| Brasilien | 12,2 | Großbritannien | 5,6 |

Bis vor dem Zweiten Weltkrieg war die Gegend um den Leipziger Brühl der Hauptumschlagplatz für Pelzrohfelle, bis zur Machtübernahme der Nationalsozialisten und gleichzeitiger Vertreibung der zumeist jüdischen Fellhändler im Jahr 1933 einer der drei weltgrößten Rauchwarenhandelsplätze überhaupt. Diesen Platz nahm nach dem Krieg sehr schnell das Viertel um die Frankfurter Niddastraße ein, hauptsächlich mit ehemals Leipziger Rauchwarenhändlern. Bereits zehn Jahre nach Kriegsende expandierte die Pelzbranche in ungewöhnlichem Ausmaß. Im Frankfurter Pelzviertel gab es immer mehr Pelzkonfektionäre und ihnen zuarbeitende Kürschnereien. Anders als in Leipzig waren die Pelzzurichtereien nicht mehr um die Stadt herum angesiedelt, sondern verteilten sich, bevorzugt im Süden der Bundesrepublik. Aber alle wesentlich überregional tätigen Pelzveredler unterhielten Geschäftsstellen im Pelzviertel Niddastraße, in der Branche Frankfurter „Brühl“ genannt.
Im Jahr 1980 lag der Wert der in diesem Jahr in die Bundesrepublik Deutschland eingeführten Felle, bei einem Zuwachs von 12 Prozent, erstmals über einer Milliarde DM. Den Hauptanteil an der Gesamteinfuhr im Wert von 1.057,4 Mill. hatten Nerzrohfelle, 4,5 Mio. Stück im Gesamtwert von 402 Mill. DM. Die Einfuhr von Karakulfellen war dagegen leicht rückläufig, entsprechend dem anhaltenden Modetrend mit einem Wechsel vom Persianer zum Nerz.
In der Nachkriegszeit wurden die anfallenden Wildfelle in beiden Teilen Deutschlands noch fast ausnahmslos genutzt. Im amerikanisch besetzten Baden-Württemberg musste laut einer Anordnung des Landwirtschaftsamtes sogar jedes für die Verarbeitung geeignete Fell innerhalb von 30 Tagen bei den zuständigen Sammelstellen abgeliefert werden. In der Bundesrepublik geschieht dies inzwischen nur noch in sehr geringem Umfang. Insbesondere werden die wegen der Deich- und Uferschädigung unerwünschten Neobiota Bisamratte und Nutria auf behördliche Anweisung bejagt und deren Felle kaum verwertet. Auch die erlegten Rotfüchse wurden in der Vergangenheit nur zu einem kleinen Teil über verschiedene gewerbliche Händler oder als Eigenbedarf einer Verwertung zugeführt. Aufkäufer sind in der Regel Rauchwarenhandlungen oder Pelzzurichter. Um der immer weiter zurück gegangenen Nutzung von Wildfellen entgegenzuwirken, hat der deutsche Jagdverband Ende 2016, gemeinsam mit dem Landesjagdverband Baden-Württemberg, die Fellwechsel GmbH gegründet, ein Unternehmen, das Felle verarbeiten lässt und vermarktet.

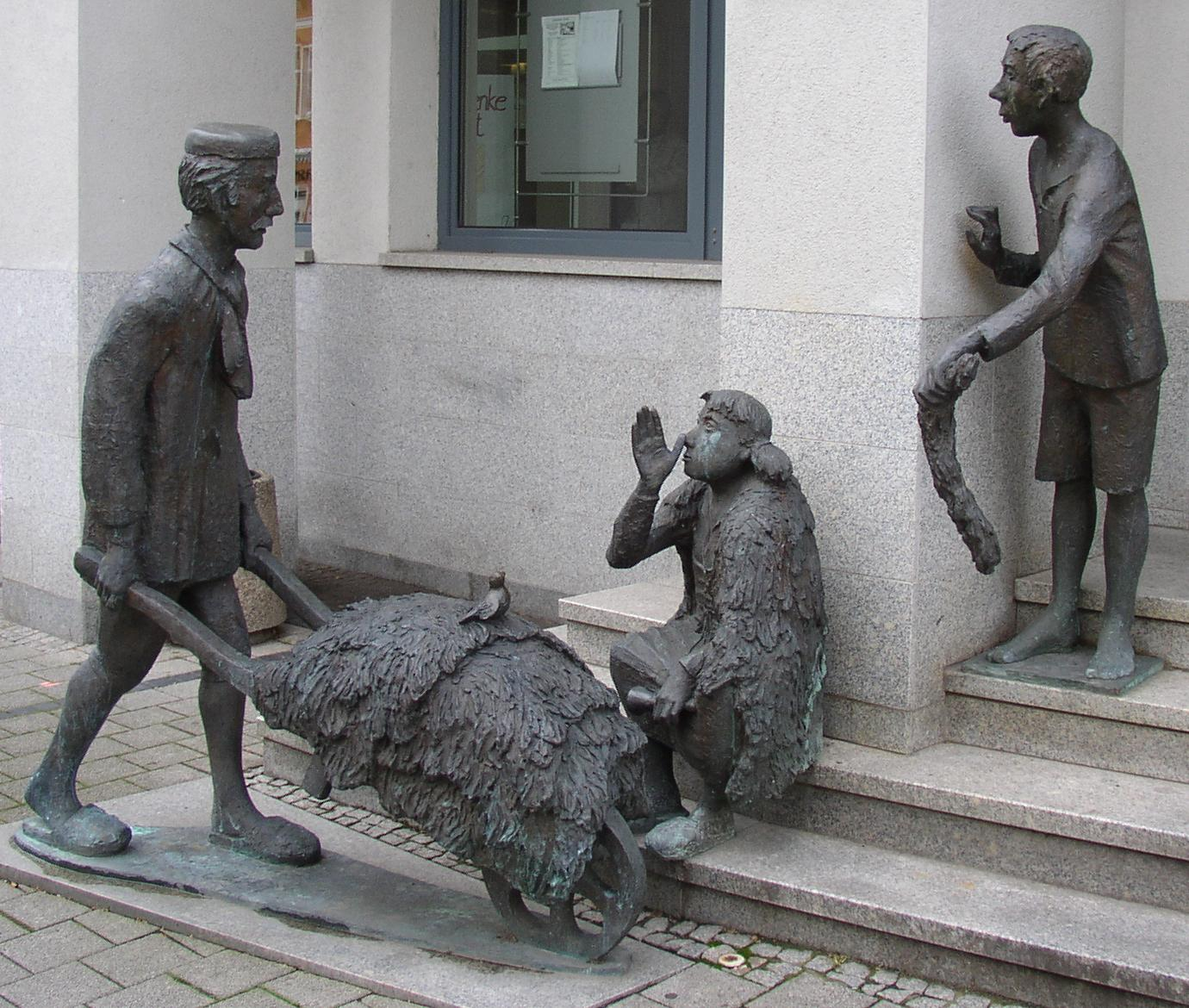
Skulptur: Anlieferung von rohen Lammfellen in Leinefelde, Thüringen
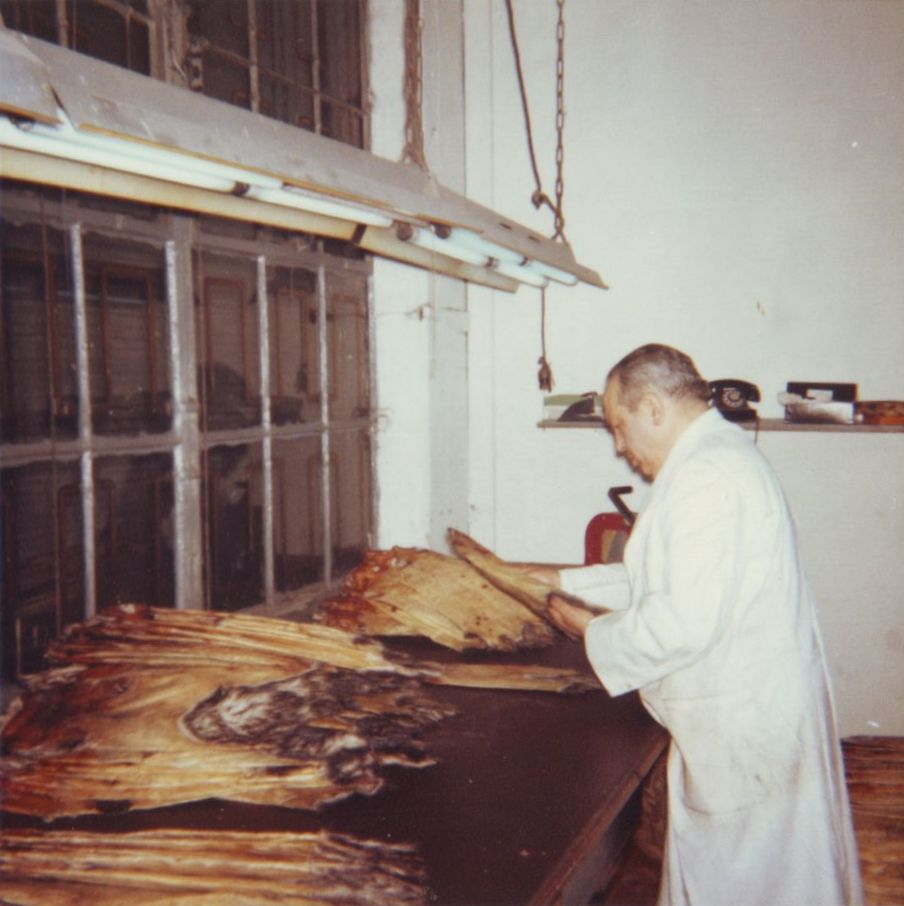
Begutachten von Rohfellen (Pelzviertel Niddastraße 1960)
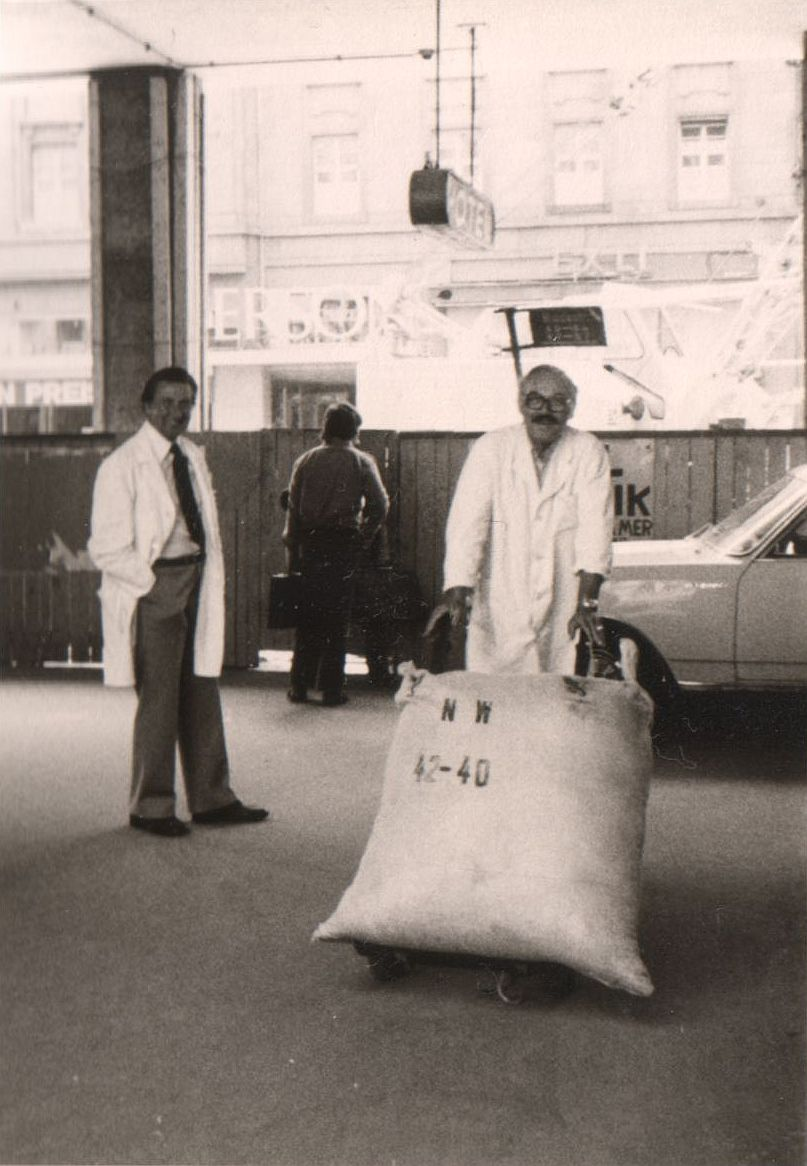
Fellballen mit Sackkarre (Durchgang Niddastraße, 1973)
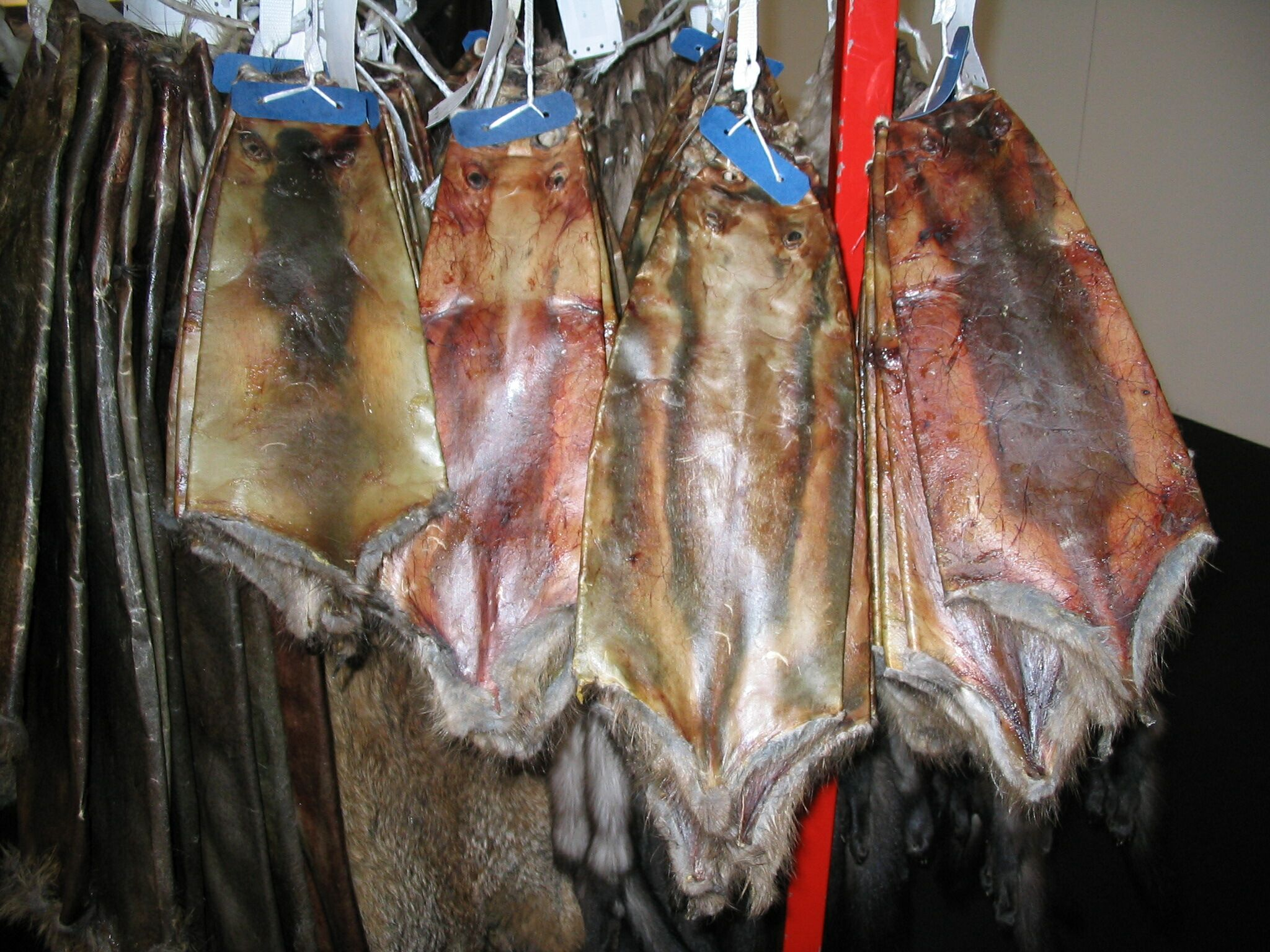
Bisam-Rohfelle

### Deutsche Demokratische Republik
- Siehe auch → Brühlpelz

Der einzige jüdische Fellhändler vom Brühl, von dem bekannt ist, dass er das Konzentrationslager überlebte und nach Leipzig zurückkam, war Albert Hirschfeld (* 1891; † 1961), im Fachverzeichnis von 1938 noch mit der Adresse Brühl 46/48 aufgeführt.
Im Jahr 1976 erschien von Horst Keil, basierend auf seiner Dissertation, ein grundlegendes Werk über den Handel mit Rohfellen in der damaligen DDR. Er definierte als Pelzrohfelle „alle Rohfelle (vom Tierkörper abgezogene Haut mit Haarkleid) […], die entsprechend der Schönheit und Dichte des Haarkleides sowie dem entsprechenden Zustand des Leders in der Rauchwarenindustrie zugerichtet, veredelt und, wenn erforderlich, gefärbt und dann zu Pelzbekleidungsstücken für den Kälteschutz und zu Schmuckzwecken verarbeitet werden können. Rohe Felle, die für diesen Verwendungszweck in der Rauchwarenindustrie genutzt werden können, sind Rauchwaren. […] Als Pelzfelle sind nur zugerichtete und veredelte Felle zu bezeichnen, die kürschnermäßig zu Pelzwerk verarbeitet werden können. […] Diese eindeutige Definition der Begriffe Pelzrohfell, Pelzfell, Rauchwaren ist notwendig, weil in der Rauchwarenbranche für gleiche Begriffe verschiedene Bezeichnungen verwendet werden. Diese Erscheinung zeigt sich auch in der Literatur. Der Begriff Fell wird für die vom Tierkörper abgezogene Haut mit Haarkleid im rohen oder veredelten, zugerichteten Zustand und der Begriff Pelz für das in einem Bekleidungsstück verarbeitete Fell gebraucht. Auch werden als Rohfell die abgezogenen, unzugerichteten, ungegerbten Tierbälge und als Pelzfell die zugerichteten und (sofern erforderlich) gefärbten Felle, die bereits zur Herstellung von Pelzbekleidungsstücken bestimmt sind, bezeichnet.“
In der Rohfellsaison 1961/62 betrug die Produktion, nach Erzeugerpreisen, in der DDR 21,7 Millionen Mark, bei einem Weltaufkommen von schätzungsweise 350 Millionen US-Dollar. Hauptsächlich fielen in der DDR Kürschnerkanin an, mit einem Anteil am Gesamtvolumen von 65,3 %, Hamsterfelle 24,91 %, Nerzfelle 1,39 %, sowie sonstige Wildfelle 1,39 %, der Rest waren Nebenprodukte der Fleischproduktion einschließlich Nutria, bei der das Fleisch ein Nebenprodukt war.
Als Aufkommen an Arten von Pelzrohfellen in der DDR wurden 1976 genannt:
| Aus der Edelpelztierzucht der DDR        |                                                                                            |
| ---------------------------------------- | ------------------------------------------------------------------------------------------ |
| Nerzfelle                                | Edelfuchsfelle (Silber-, Platin-, Blaufuchs)                                               |
| Waschbärfelle                            | Karakulfelle (Persianer)                                                                   |
| Nutriafelle                              | geplant: Chinchilla                                                                        |
| Aus der Schlachtung zur Fleischgewinnung |                                                                                            |
| Kalbfelle                                | Schaffelle, Lammfelle, Schmaschenfelle, Forschenfelle (Alter zwischen Lamm und Schmaschen) |
| Ziegenfelle, Zickelfelle                 | Kaninfelle (Zahmkanin)                                                                     |
| Sonstige aus Haustierhaltung             |                                                                                            |
| Katzenfelle                              | Meerschweinchenfelle                                                                       |
| Aufkommen aus Jagd und Fang              |                                                                                            |
| Eichhörnchenfelle                        | Otterfelle                                                                                 |
| Hamsterfelle                             | Wieselfelle                                                                                |
| Iltisfelle                               | Maulwurffelle                                                                              |
| Baummarderfelle                          | Wildkaninfelle                                                                             |
| Steinmarderfelle                         | Bisamfelle                                                                                 |
| Rotfuchsfelle                            | Hasenfelle                                                                                 |

Die Beschaffung und der Vertrieb der Rohfelle der DDR unterlag der VEAB – Volkseigener Erfassungs- und Aufkaufbetrieb für tierische Rohstoffe. Um 1965 gab es über das Land verteilt 91 Erfassungsstellen für tierische Rohstoffe und 119 Erfassungslager oder -läden, in denen die Einzelanlieferungen aufgekauft und gesammelt wurden. Soweit die Rohfelle nicht konserviert angeliefert wurden, übernahmen dies die Vertriebsorganisationen. Die Leipziger Auktionen dienten zur Devisenbeschaffung, Käufer waren dort ausschließlich Firmen aus „kapitalistischen“ Ländern, insbesondere den USA, Großbritannien, Italien, Schweiz und der Bundesrepublik.

Am Rohfell- und Sortier-Lager der VEAB-Leipzig
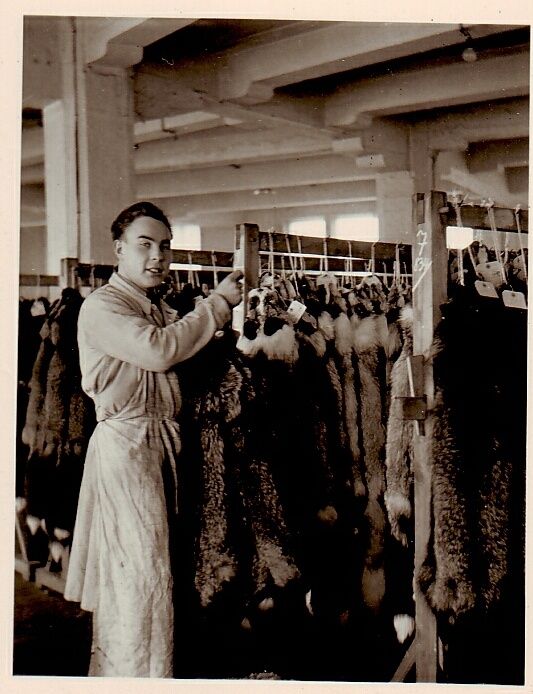
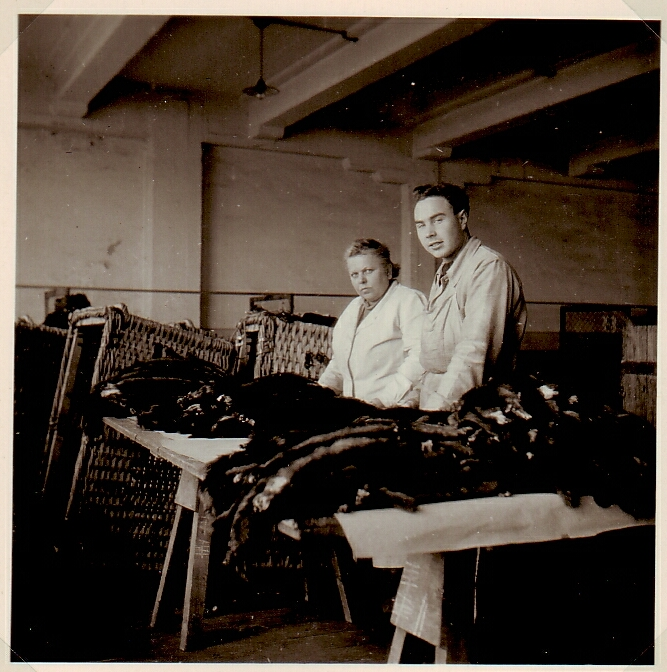
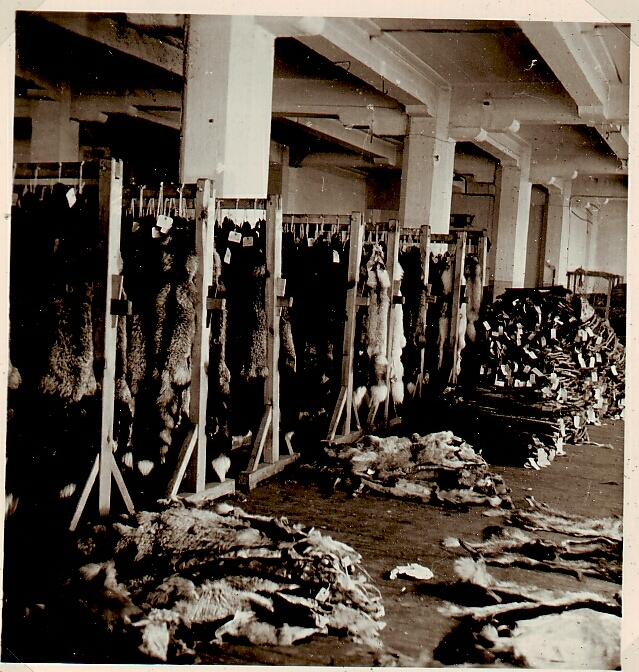
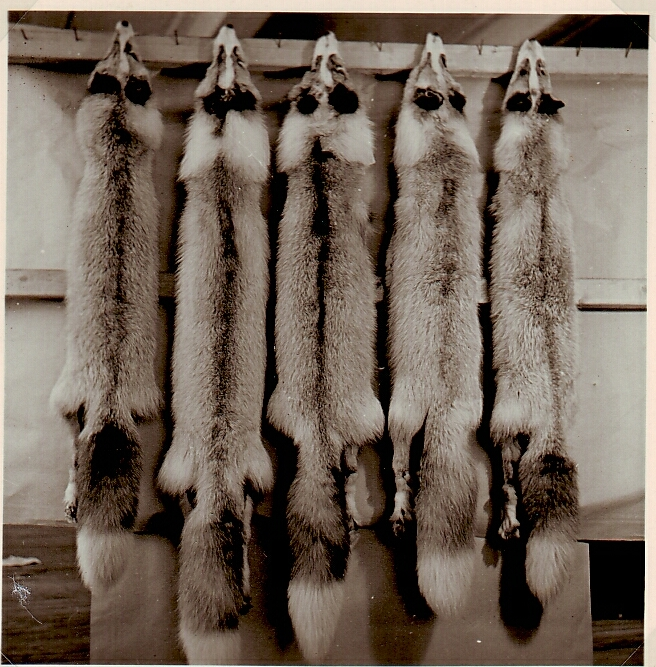

### Österreich
Nicht nur in Österreich haben seit etwa nach 2000 zahlreiche Pelzzurichtereien geschlossen. Auf einer Firmenhomepage eines Betriebs in der Steiermark war 2020 zu lesen, dass keine Pelzgerbung von Raubwild, Schwarzwild, Hochwild und Gamswild mehr angeboten wird, weil die Aufträge durch den Wegfall der Mitbewerber nicht mehr zu bewältigen waren und am regionalen Markt keine Arbeitskräfte zu bekommen waren. Stattdessen wolle man sich auf das Gerben von Sämischleder fokussieren.

### Historische Verpackung der Rohfelle

Museum Fort William Historical Park, Kanada
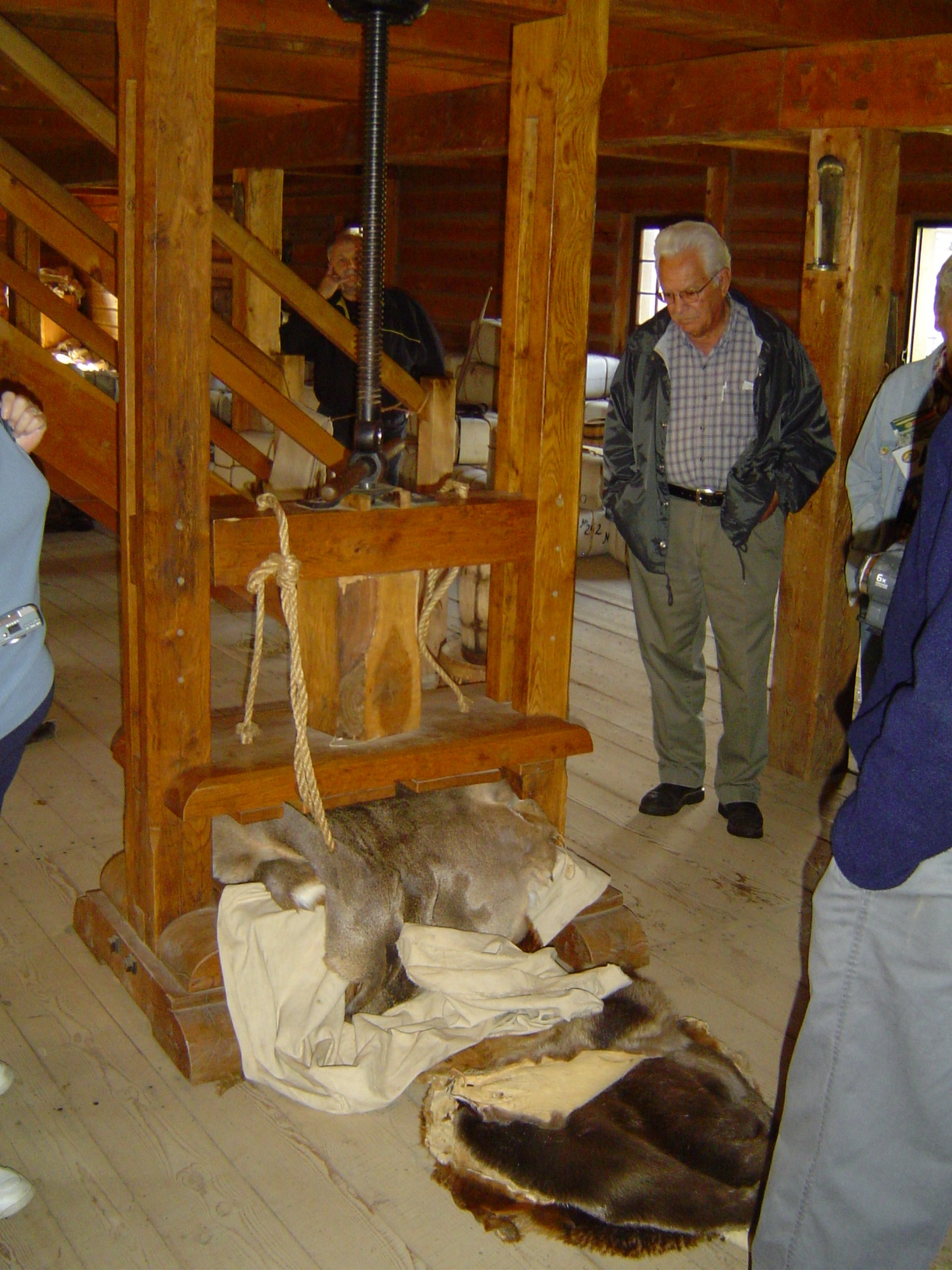
Alte Ballenpresse
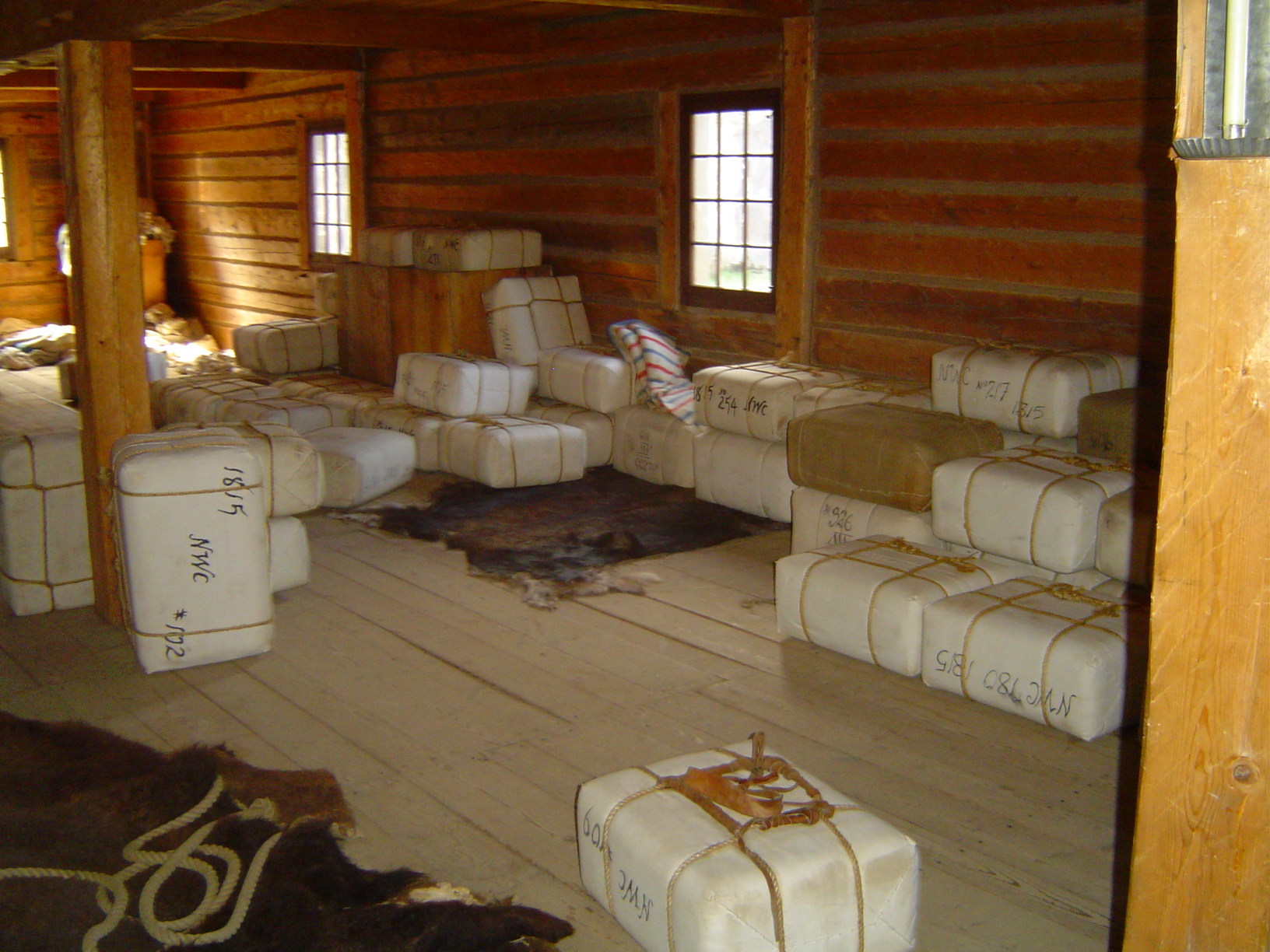
Gepresste Fellballen

Bis die Rohfelle bei den Veredlern in den weiterverarbeitenden Ländern eintrafen, hatten sie großteils einen weiten Weg hinter sich, auf dem sie oft vielfältigen Beeinträchtigungen und Gefahren ausgesetzt waren. Schon in Anbetracht des hohen Wertes war es angebracht, dass sie angemessen geschützt transportiert wurden. Die Kisten- und die Fassverpackung wurde gewählt, wenn die Ware besonders wertvoll war und vermieden werden sollte, dass die Rohfelle durch Pressen oder Schnüren in der Qualität leiden. Sie schützte die Felle auch vor der Beschädigung durch die beim Verladen oft verwendeten Ballenhaken. Besonders handelsüblich waren Kiste, Fass, Ballen, Korb, Paket und Päckchen. Waren die Überseetransporte ganz besonders wertvoll, wurden eine seetüchtige Kistenverpackung gewählt. Diese war aus solidem Holz gefertigt, wasserdichtes Ölpapier bot einen guten Schutz vor Nässe. Um einen Diebstahl zu verhindern, wurden manchmal zwei ineinander gelegte Kisten verwendet. Oft wurden die Kisten auch mit einer Zinkhülle ausgeschlagen, die am Kopfende zugelötet wurde.
Häufig benutzt wurden Bastkörbe und Weidenholzgeflechte. Hauptsächlich im Pelzhandel in China und Russland wurde dieses, dort reichlich vorhandene Material verwendet, das durch sein geringes Gewicht die Frachtkosten bei langen Transportwegen nicht wesentlich erhöhte.
Russland versandte die Rohfelle hauptsächlich in Ballenform. Eine kunstgerechte Ballenstricklegung oder ein Ballenknüppel ermöglichten es, die Stricke sehr fest anzuziehen. Dafür mussten die Felle geschickt gelegt werden, „das heißt kreuzweise und oft verbindend mit den Fellköpfen“, um eine haltbare Masse zu schaffen. Das Ganze wurde anschließend in Bastmatten eingenäht. Seetüchtig verpackte Ballen wurden mit einer Ballenpresse komprimiert: „Die rohen Felle werden dabei in Schichten in eine aus einem Holzgerüst bestehende Presse gelegt. Darauf liegen Taue, die über eine Welle gehen. Das Zusammenpressen erfolgt ruckweise über ein Zahnrad, das durch einen starken Knüppel weitergewunden wird. Die Fellmasse wird, soweit die Kraft der Arme des Packers reichen, zu einer Ballenmasse zusammengepreßt.“ Es gab jedoch 1937, in dem hier zitierten Jahr, bereits „Spezialpressen mit hydraulischem Druck, die viele Tausende von Rohfellen in enorme Ballengrößen verstauen“. Zusammengehalten und geschützt wurden sie durch Stahlbänder („Bandeisen“). Rohfelle in solchen Ballen können leicht ins „Schwitzen“ oder „Heißwerden“ geraten, besonders wenn sie beim Einpacken feucht und fettig waren. Waren sie dann nicht ausreichend gepresst und es geriet Luft an die Felle, kam es häufig zu einem Anschimmeln der Felle. „Gewissenhafte Verpacker“ verhüteten Wurmfraß durch das Einstreuen von Kampfer oder Naphthalin. Nicht nur die inzwischen als Swakara bezeichneten Persianer aus Südwestafrika, dem heutigen Namibia, wurden auf der Lederseite mit einer giftigen Lösung eingestrichen, die ebenfalls Insektenfraß verhindern sollte.
Für schnelle Transporte und leichte Fellgewichte wurden, wie noch heute, Pakete oder Päckchen verwendet. In den 1930er Jahren wurde jedoch noch berichtet, dass die Felle nach vorherigem Einschnüren in eine Art weiße Leinwand oder in die gröbere graue Sackleinwand eingenäht wurden. Diese Pakete oder Päckchen wurden dann in kurzen Abständen gut mit Schellack versiegelt, um damit auf dem Weg die Diebstahlsgefahr zu vermindern. Ein Pappkarton als Umhüllung wurde weniger verwendet, da die Leinwandumhüllung nicht so empfindlich gegen das Werfen während des Umladens war.
- Anhand der Verpackung konnten Fachleute in den 1930er Jahren bereits die Art des Inhalts erkennen:

In handgeschnürten Ballen mit Basthülle kamen aus Russland, Sibirien und China weiße, allerdings bereits gegerbte, Hasenfelle, die nach Gewicht verkauft wurden, die Verpackung mit eingerechnet. Murmelfelle, ebenfalls ein wichtiger Exportartikel Russlands, wurden kunstgerecht gelegt und in den Lagen mit Naphthalin bestreut. Chinesische Mufflons waren ebenfalls gegerbt und ließen sich daher besser als Ballen verpacken. Um Frachtkosten zu sparen, schickten Händler aus Nordamerika sowie Australien, Bisam-, Opossum-, Wallaby- und Bisamfelle, aus Südamerika Nutria-, Opossum- und Fuchsfelle in besonders großen Ballen verpackt, aber auch in seetüchtigen Kisten. Auch die Steppenfuchsfelle aus Kleinasien kamen in Ballen, „die aber oft eine sorgfältige Verpackung vermissen lassen“. Die rohen Persianer aus Russland, die schon mit einer Kleiebeize vorbehandelt waren, wurden mit farbigen Wollfäden gebündelt, in eine weiße Häutehülle verschnürt, über die eine weitere Leinwand als Außenumhüllung kam. Indiens Hauptpelzartikel, Indisch Lammfelle und Indisch Breitschwanz, erst seit Ende der 1920er Jahre im Handel, kamen meist ebenfalls als Leinwandpäckchen.
Hermelin-, Marder- und Kolinskyfelle wurden bei größeren Anlieferungen immer in den widerstandsfähigeren Bastkörben verpackt.
Rohe Seehund- und Robbenfelle wurden in der Regel in Fässern eingepökelt angeliefert. Die Seehundfelle wurden zuvor gewaschen, um Tranflecken zu entfernen, die bei längerer Lagerung zu einem nur schwer wieder zu beseitigen Vergilben führen. In Finnland wurden, insbesondere für den Versand von Edelfuchsfellen, gern Fässer verwendet. Das langhaarige Fell von Blau-, Silber-, Weiß und Rotfüchsen leidet beim Zusammenpressen oder Schnüren.
Die bereits vorgegerbten Tibetlammfelle aus China kamen in rechteckigen Kisten aus besonders hartem Holz, innen mit orangefarbigem Ölpapier ausgeschlagen. In noch früherer Zeit galt das auch für die Vogelbälge zum Garnieren von Hüten, von Grebes und anderen, die aus Russland und Kleinasien kamen. Über die Felle des Afrikanischen Strauß, dem größten noch lebenden Vogel, vermerkte ein Handbuch für den Häutehandel im Jahr 1956:
Gesalzen konservierte Felle haben eine Größe von 6 bis 9 Quadratfuß, Felle der 2. Qualität sind etwas kleiner (5 bis 8 Quadratfuß). Die Ware kommt in Säcken zur Verladung.
Die Größe trockener Felle liegt zwischen 5 und 8 Quadratfuß. Die Qualität der trockenen Felle ist schlechter als der gesalzenen. Die Ware kommt in Ballen zur Verladung. Die afrikanische Ware ist stärker fehlerhaft (schnittig, durch Schnitte beschädigt), schon weil es sich nicht um Schlachthausware handelt.

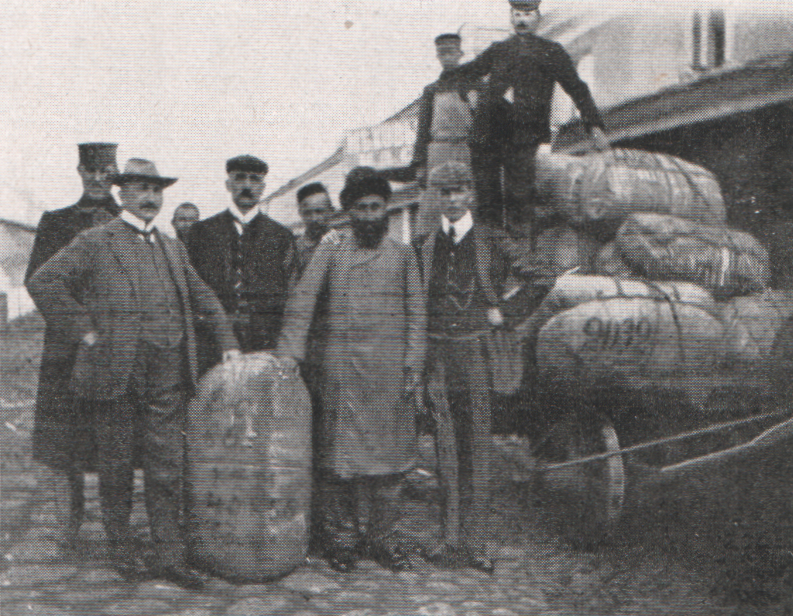
Russland: Händler mit Fellballen, Pelzmesse in Nischni Nowgorod (vor 1912)
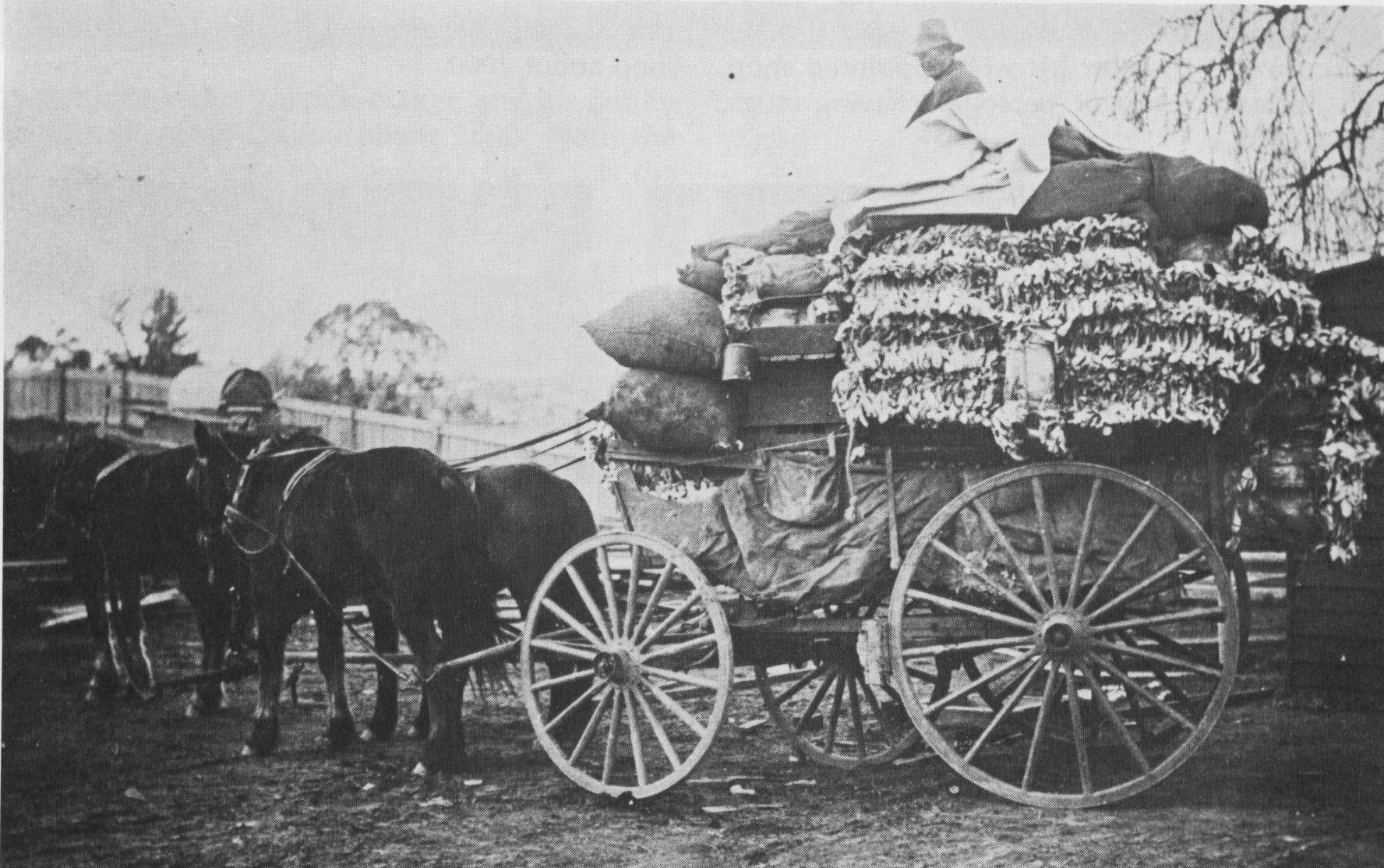
Australien: Wagenladung Wildkaninfelle (ca. 1905)
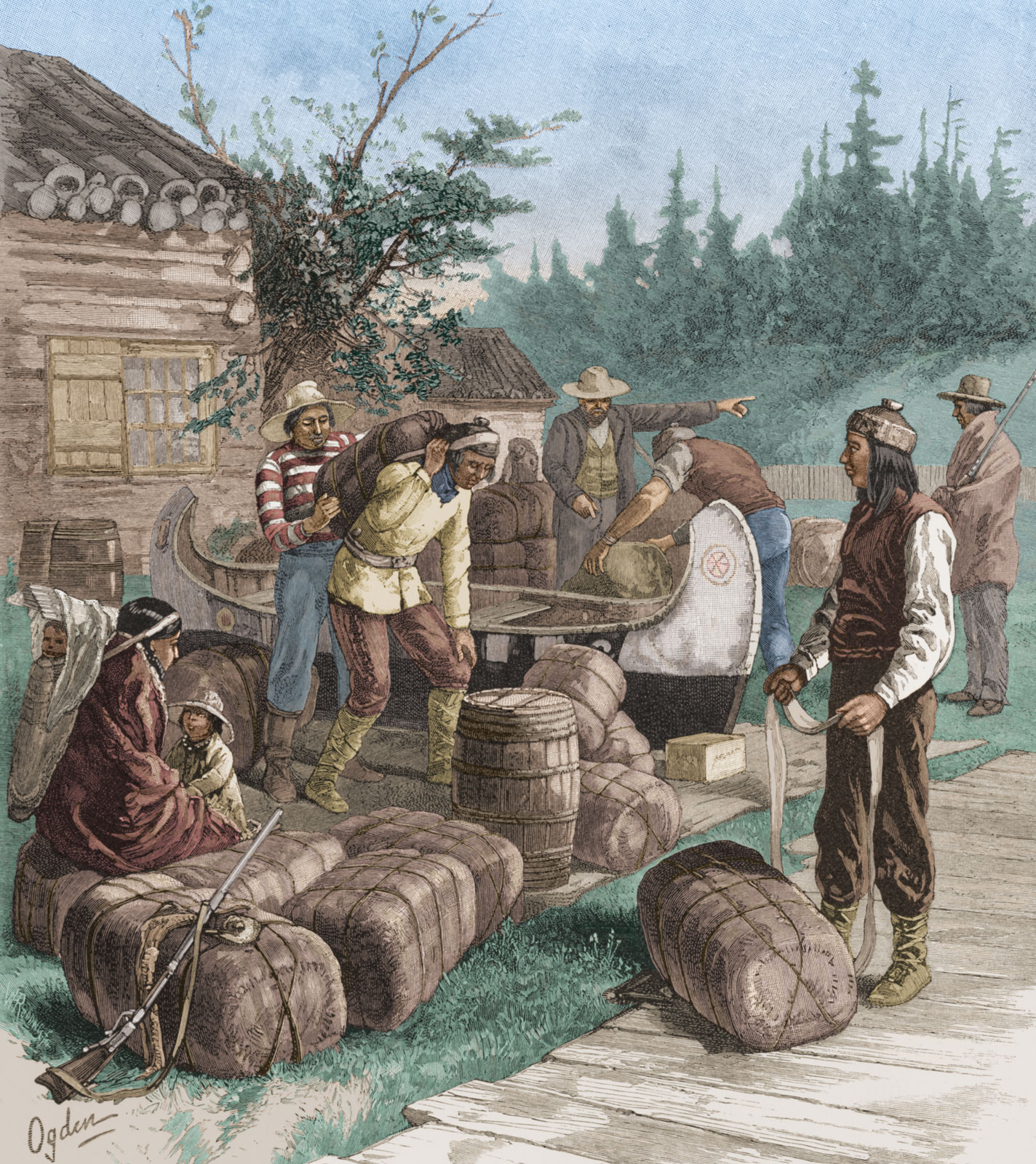
Kanada: Handelsposten mit Fellballen (Zeichnung, 1882)
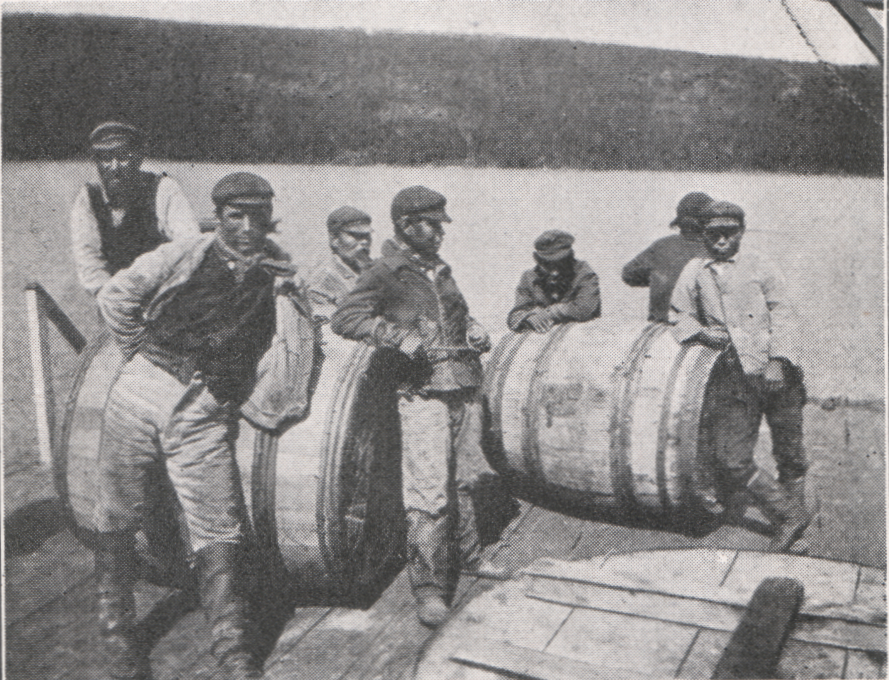
Labrador: Fellverladung in Fässern (vor 1912)
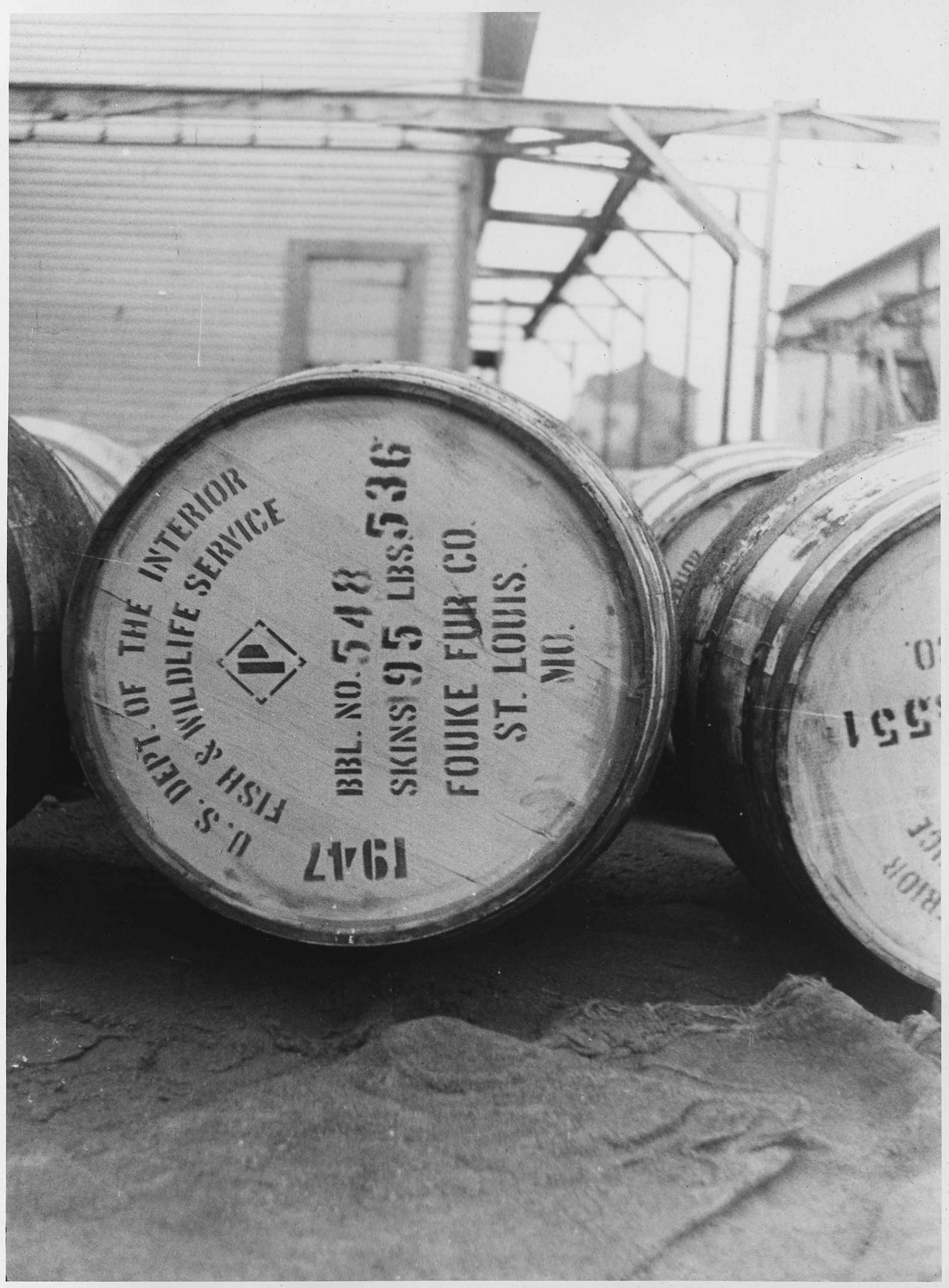
Alaska: Robbenfelle in Fässern (1957)

## Zurichtung
Bei der Zurichtung wird das Leder der Rohfelle in einen dauerhaften, für die Verarbeitung geeigneten Zustand überführt. Im Gegensatz zum Gerben bleibt das Haarkleid hierbei erhalten. Rund, nicht der Länge nach aufgeschnittene Felle werden wenn nötig oder für die Weiterverarbeitung sinnvoll, vor dem Zurichten flach gelegt. Maschinell geschieht das Aufschneiden mit der Rohfellaufschneidemaschine.

## Marginalien
Im Jahr 1951 erwähnt, wurde wohl noch zu dieser Zeit von der Firma Roebuck & Co. in Chicago alljährlich ein Rohfellwettbewerb ausgetragen. Die Qualität oder Größe der Felle blieb hierbei unberücksichtigt, es wurde nur der Zustand des Rohbalges bewertet. Damit sollten die Trapper angespornt werden, die Felle sachgemäß zu behandeln und damit wertmäßig zu verbessern: „So erhielt 1934 der Trapper Joseph E. Fischer in Merryweather [Merriweather?] im Staate Michigan (U. S. A.) den ersten Preis in Anbetracht der hervorragend guten und sachgemäßen Behandlung der von ihm aufgebrachten Rohfelle. Der Fallensteller hatte sich an dem Wettbewerb mit vier Bisamfellen, drei Skunks, fünf Nerzen, zwei Wieseln, drei Wildkatzen und einem Wolfsfell beteiligt.“